# Eugène Boudin
Eugène Boudin (ur. 12 lipca 1824 w Honfleur, zm. 8 sierpnia 1898 w Deauville) – francuski malarz samouk.
Boudin malował głównie pejzaże rodzinnej Normandii. Do jego najpopularniejszych prac należą pejzaże nadmorskie.
Jego twórczość miała duży wpływ na powstanie impresjonizmuu, a szczególnie na twórczość Moneta. Uważa się go za prekursora impresjonizmu.

## Wybrane obrazy artysty

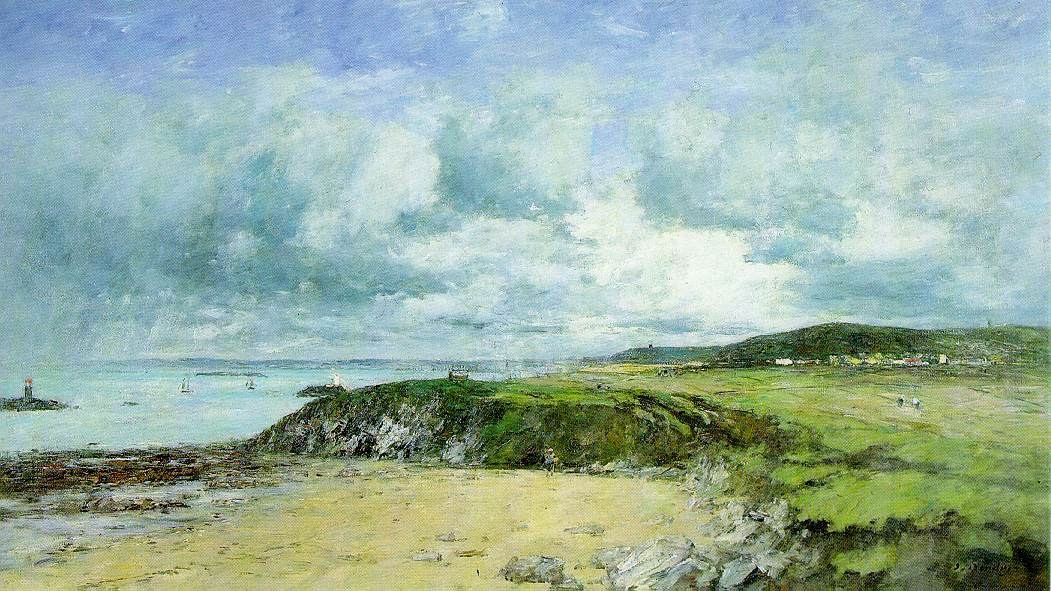
Wybrzeże Portrieux, Cotes-du-Nord, 1874
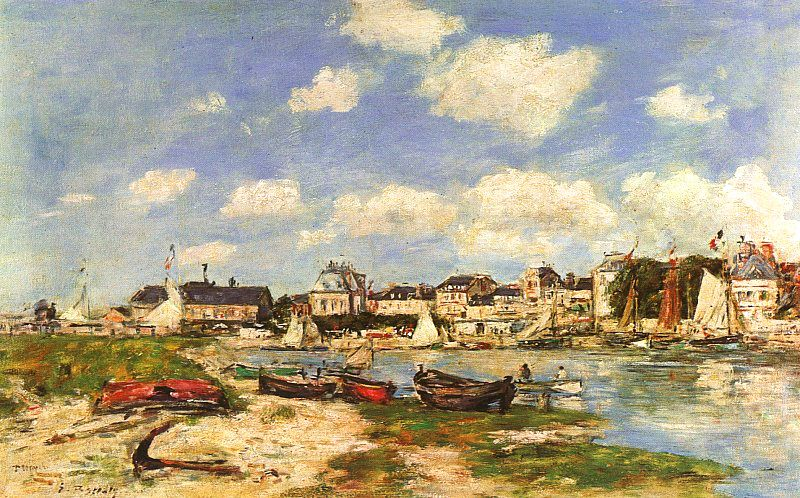
Trouville, 1864
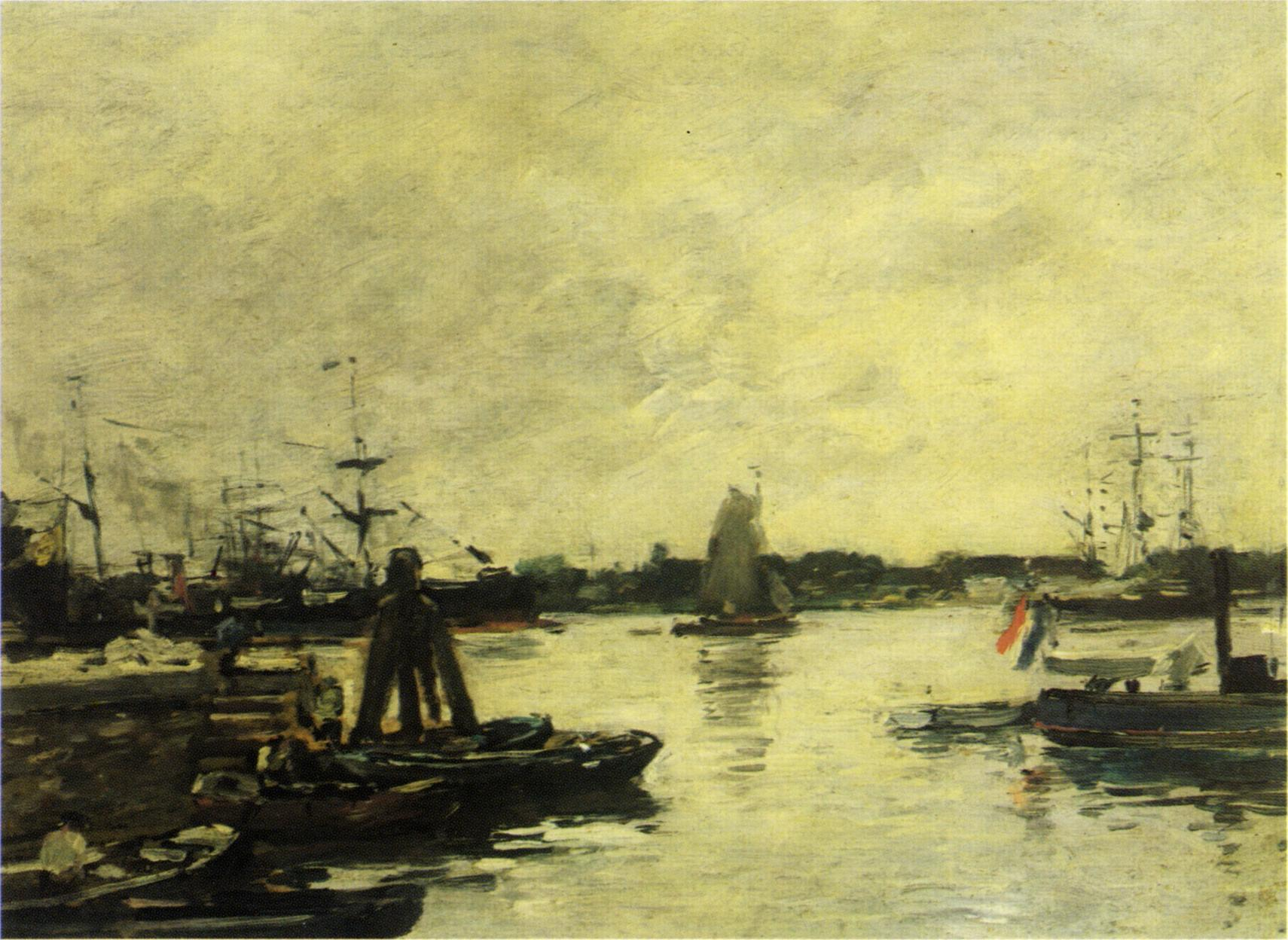
Dok w Rotterdamie, 1879